# Барадеро (муниципалитет)
Муниципалитет Барадеро  (исп. Partido de Baradero) — муниципалитет в Аргентине в составе провинции Буэнос-Айрес.
Территория — 1514 км². Население — 32 761 человек. Плотность населения — 21,66 чел./км².
Административный центр — Барадеро.

## История
Барадеро — один из старейших муниципалитетов провинции Буэнос-Айрес: поселение здесь было основано 25 июля 1615 года, а в 1784 году был образован муниципалитет.

## География
Муниципалитет расположен на севере провинции Буэнос-Айрес.
Муниципалитет граничит:
- на северо-западе — c муниципалитетом Сан-Педро
- на северо-востоке — с провинцией Энтре-Риос
- на востоке — с муниципалитетом Сарате
- на юге — с муниципалитетом Сан-Антонио-де-Ареко
- на юго-западе — с муниципалитетом Капитан-Сармьенто

## Важнейшие населённые пункты[3]
| № | Населённый пункт | Населённый пункт (исп.) | Категория | Население чел. (2010) | На карте                        |
| - | ---------------- | ----------------------- | --------- | --------------------- | ------------------------------- |
| 1 | Барадеро         | Baradero                | город     | 28537                 | 33°48′32″ ю. ш. 59°30′23″ з. д. |
| 2 | Вилья-Альсина    | Villa Alsina            | посёлок   | 1488                  | 33°54′29″ ю. ш. 59°23′19″ з. д. |
| 3 | Иринео-Портела   | Irineo Portela          | посёлок   | 379                   | 33°58′47″ ю. ш. 59°40′13″ з. д. |
| 4 | Санта-Колома     | Santa Coloma            | посёлок   | 203                   | 34°03′40″ ю. ш. 59°33′30″ з. д. |